# 大卫·顿
大卫·顿（英語：David Don）（1799年12月21日—1841年12月15日）是英国植物学家。
顿出生于苏格兰的安格斯，他的哥哥乔治·顿也是一位植物学家。从1836年至1841年，他担任伦敦国王学院的植物学教授，从1822年至1841年，他还兼任伦敦林奈学会的图书管理员。
他曾经首次描述过多种松柏门植物品种，包括加州红木（Taxodium sempervirens D.Don；现在更正为 Sequoia sempervirens (D. Don) Endl.）、苞片冷杉（Pinus bracteata D. Don；现在更正为Abies bracteata (D. Don) A.Poit.）、北美冷杉（Pinus grandis Douglas ex D. Don；现在更正为Abies grandis (Douglas ex D. Don) Lindl.）、大果松（Pinus coulteri D. Don）并将日本柳杉的属名进行更正，（从Cupressus japonica Thunb.更正为Cryptomeria japonica (Thunb.) D. Don)）。 兰花的独蒜兰属（Pleione）也是由他命名的。
他曾经作为艾尔默·伯克·兰伯特的信息咨询人，帮助后者完成其著作。

## 所命名的分類
（列表可能不完整）
- 1个大卫·顿命名的生物分类